# Euxesta nigriceps
Euxesta nigriceps är en tvåvingeart som beskrevs av Charles Howard Curran 1935.
Euxesta nigriceps ingår i släktet Euxesta och familjen fläckflugor. Artens utbredningsområde är Utah. Inga underarter finns listade i Catalogue of Life.